# Автошлях Т 1812
Автошля́х Т 1812 — автомобільний шлях територіального значення у Рівненській області. Пролягає територією Сарненського, Березнівського, Корецького та Гощанського районів через Немовичі — Березне — Великі Межирічі — Федорівку. Загальна довжина — 89,8 км.

## Маршрут
Автошлях проходить через такі населені пункти:
| Автошлях Т 1812     |        |
| Рівненська область  |        |
| Сарненський район   |        |
| Немовичі            | Н25    |
| Зносичі             |        |
| Тинне               |        |
| Березнівський район |        |
| Богуші              |        |
| Тишиця              |        |
| Орлівка             |        |
| Городище            |        |
| Березне             | Т 1811 |
| Моквин              |        |
| Прислуч             |        |
| Колодязне           |        |
| Бистричі            |        |
| Іванівка            |        |
| Адамівка            |        |
| Великі Селища       | Т 1819 |
| Совпа               |        |
| Корецький район     |        |
| Щекичин             |        |
| Дивень              |        |
| Великі Межирічі     |        |
| Застав'я            |        |
| Світанок            |        |
| Гощанський район    |        |
| Федорівка           | E40М06 |